# Bill Clinton
William Jefferson Clinton, zvaný „Bill Clinton“ (rodným jménem William Jefferson Blythe III; * 19. srpna 1946 Hope, Arkansas), je americký demokratický politik, který byl v letech 1993–2001 v pořadí 42. prezidentem Spojených států amerických, historicky druhý, jenž podstoupil proces impeachmentu, neboli odvolání z funkce. Předtím dvanáct let zastával úřad guvernéra Arkansasu.

## Život
William Jefferson Blythe III (William je běžně nazýván Bill) se narodil 19. srpna 1946 v městě Hope v unijním státě Arkansas. Jeho otec William Jefferson Blythe II (1918–1946) pracoval jako prodavač a zahynul při automobilové nehodě tři měsíce před narozením Billa. Matka Virginie Dell Cassidy (1923–1994) pomáhala svým rodičům v jejich obchodě s potravinami, později byla zdravotní sestra. Krátce po narození Billa odcestovala do New Orleans v Louisianě studovat ošetřovatelství a nechala jej v Hope u svých rodičů Eldridge a Edith Cassidy. V roce 1950 se Billova matka vrátila ze zdravotnické školy a provdala se za Rogera Clintona (1908–1967), který byl spolu se svým bratrem Earlem majitelem obchodního zastoupení v Hot Springs v Arkansasu. Rodina se přestěhovala do Hot Springs ještě v roce 1950.
Bill Clinton později popsal svého nevlastního otce Rogera jako hazardního hráče a alkoholika, který pravidelně fyzicky napadal jeho matku a jeho nevlastního bratra Rogera Clintona mladšího. Rogeru Clintonovi staršímu dospívající Bill několikrát vyhrožoval násilím, aby svou rodinu chránil. V Hot Springs navštěvoval Clinton katolickou základní školu sv. Jana, základní školu Ramble a střední školu, kde působil jako aktivní studentský vůdce, vášnivý čtenář a hudebník.[zdroj?]

## Vzdělání a politická kariéra

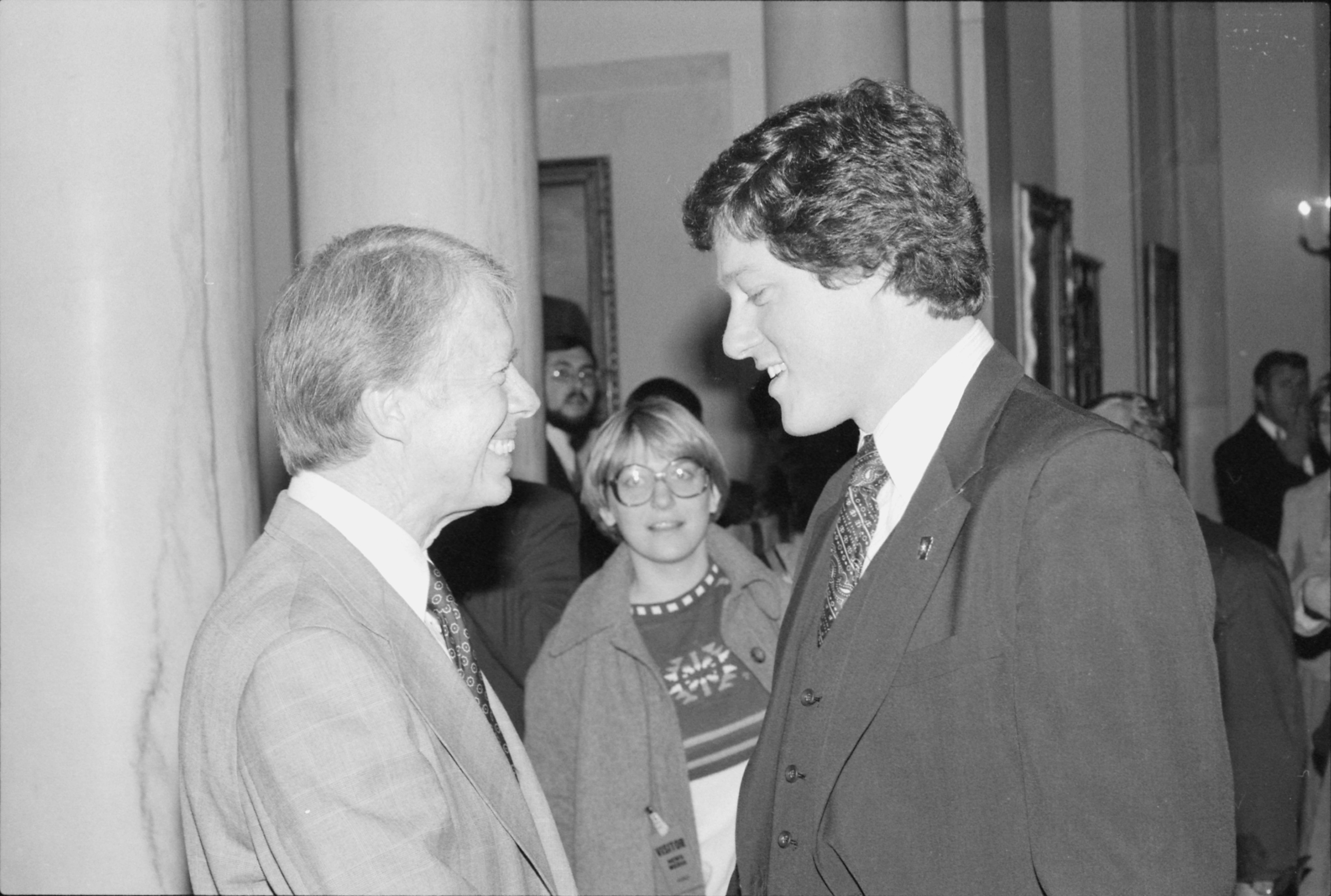
Clinton jako nový guvernér Arkansasu při setkání s prezidentem Jimmy Carterem v roce 1978

Od mládí se zajímal o politiku, jako člen politické mládežnické organizace Chlapecký národ (Boys Nation) se setkal s J. F. Kennedym v Bílém domě a rozhodl se, že chce být voleným politickým funkcionářem.
Po střední škole byl přijat na diplomatická studia na Georgetownskou univerzitu ve Washingtonu, kde byl dvakrát zvolen předsedou ročníku. Spolupracoval na guvernérské kampani demokrata Holta[zdroj?] a během studia si přivydělával jako spolupracovník senátora Fulbrighta v týmu pro zahraniční záležitosti.
V roce 1968 získal Rhodesovo stipendium a měl možnost studovat na Oxfordu. Dále se angažoval v předvolebních kampaních demokratických kandidátů (Fulbright, R. Kennedy). Po dvouletém studiu na Oxfordu byl přijat na práva na Yale, kde se také seznámil se svou budoucí manželkou Hillary. Spolupracoval na neúspěšné kampani na úřad prezidenta George McGoverna. Po absolvování přednášel právo na Arkansaské univerzitě.
V roce 1974 neúspěšně kandidoval do Kongresu. V roce 1976 vyhrál volby a stal se vrchním státním zástupcem v Arkansasu. Roku 1978 poprvé vyhrál volby a stal se arkansaským guvernérem, po sérii nepopulárních kroků prohrál volby v roce 1980. V roce 1982 byl znovu zvolen do funkce guvernéra Arkansasu, kterou vykonával až do svého zvolení 42. prezidentem USA. Během své funkce se snažil reformovat školství a zdravotnictví, podpořit zaměstnanost a usiloval o vyrovnaný státní rozpočet. Ve svých reformách pokračoval i během svého prezidentského mandátu.[zdroj?]

## Prezident USA
Byl následovníkem George H. W. Bushe staršího a předchůdcem George W. Bushe mladšího. Je členem Demokratické strany. Za klady jeho úřadování jsou považovány Dohoda z Osla coby pokus o mírové řešení izraelsko-palestinského konfliktu z roku 1993 nebo zmírnění amerického národního dluhu.

### První volební období
V demokratických primárkách 1992 obdržel celkově 52 % hlasů, za viceprezidenta si proti zvyklostem (sousední stát, podobné názory, nižší věk) vybral Ala Gora. V kampani se zaměřil na problémy hospodářství, zdravotnictví a školství, podporu střední třídy a amerického snu. Sám byl podporován menšinami a střední třídou. Volby vyhrál v poměru 43 % hlasů ku 37,4 % svého předchůdce, prezidenta George H. W. Bushe. U volitelů byl poměr 370 ku 168. V zahraniční politice podporoval Borise Jelcina a jeho snahu demokratizovat Rusko a osvobození Haiti od diktátora Raoula Cédrase. Snahu plnit předvolební slib, snížení daní střední vrstvě, musel odložit kvůli velmi vysokému deficitu rozpočtu připravovaného Bushem, byl tak nucen přepracovat svoji ekonomickou reformu a zvýšit daně nejbohatším lidem a firmám. Po intervencích Ala Gorea byla zavedena energetická daň. Představil reformu zdravotnictví, díky níž by měli všichni občané povinné zdravotní pojištění, tato však nevstoupila v platnost kvůli nevýhodnosti pro pojišťovny, které se bránily silnou protikampaní v médiích.
Zavedl mnoho reforem – regulace držení zbraní, možnost místo nástupu do armády vykonávat dobrovolnickou službu, posílení policejních sborů, omezení státní byrokracie. Při velkých bojích s Kongresem o rozpočet na rok 1995 situace dospěla až k rozpočtovému provizoriu, ale nakonec se rozpočet podařilo schválit v původním znění.
Jeho vláda revidovala Community Reinvestment Act z roku 1977 a jeho kritéria byla uplatněna při schvalování bankovních fúzí a akvizic. Tento politický zásah ovlivnil posuzování rizikovosti hypoték, a tak se stal jednou z příčin americké hypoteční krize. Další jeho prezidentský výnos, Telecommunications Act of 1996, zaznamenal nejpodstatnější změny ve sféře telekomunikací a médií v USA od roku 1934.[zdroj?]

### Druhé volební období

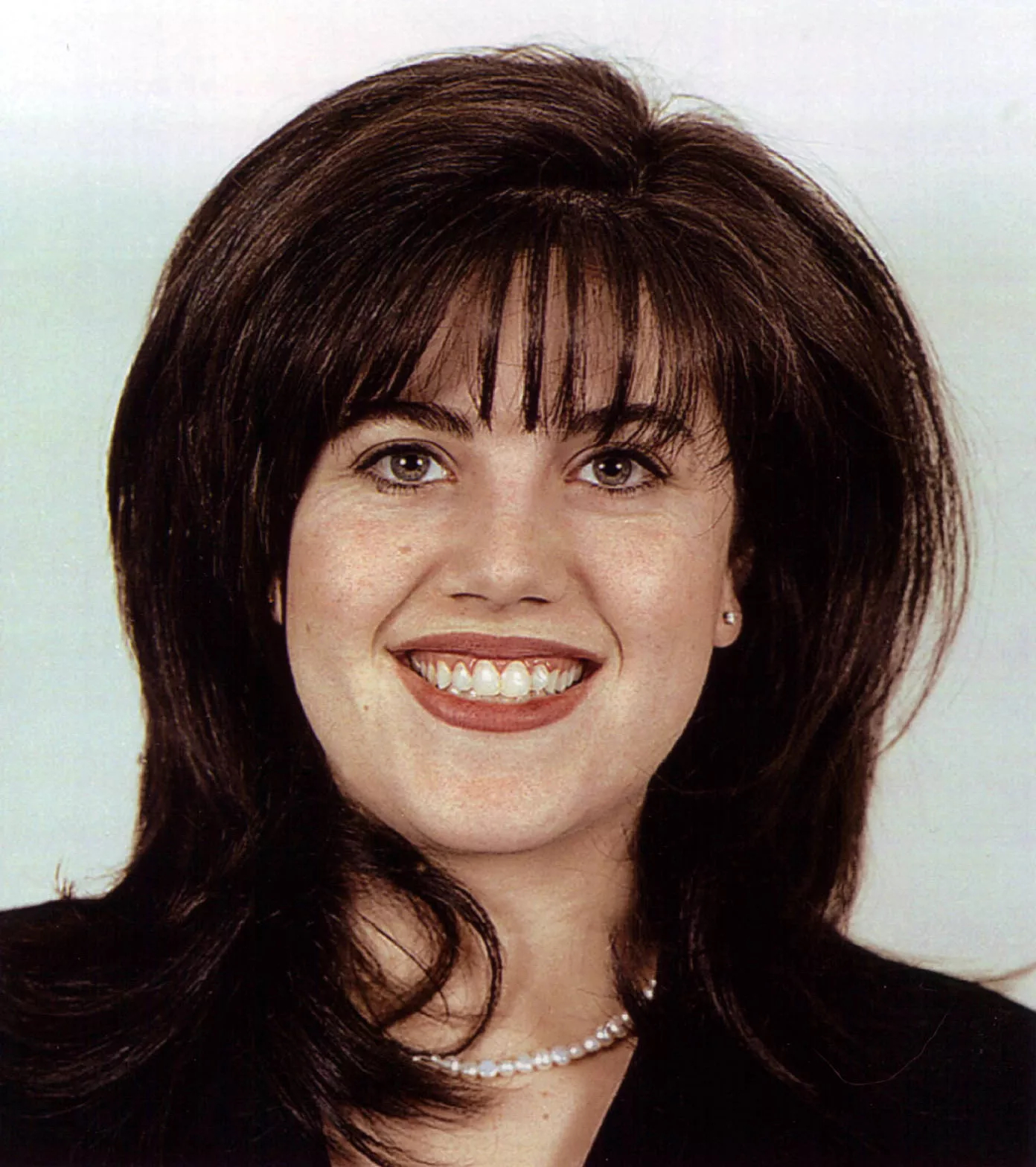
Monika Lewinská – hlavní osoba Clintonova impeachmentu

V prezidentských volbách 1996 se mu postavil republikán Bob Dole. Přes negativní kampaň Clinton vyhrává v poměru 49 % ku 41 % hlasů voličů a 379 ku 159 hlasů volitelů. Ve svém druhém volebním období zlepšil vztahy s republikány, za čtyři roky jeho reformy přispěly k vytvoření 11 milionů nových pracovních míst. Díky iniciativě Billa Clintona se ze skupiny G7 stala G8 připojením Ruska. Jeho hospodářské reformy vedly k vyrovnaným či přebytkovým rozpočtům. Jeho druhé volební období poznamenala aféra s Monikou Lewinskou, se kterou měl mít devětkrát sex. V roce 1998 mu dokonce hrozilo odvolání z funkce poté, co jako druhý prezident USA podstoupil proces impeachmentu (obžaloby) kvůli lhaní pod přísahou a obstrukcím justice. Při dalších prezidentských volbách podporoval svého viceprezidenta Ala Gora. Jak je zvykem, založil ve svém domovském státě (Little Rock, Arkansas) svou prezidentskou knihovnu a nadaci pomáhající překonat rasové a náboženské rozdíly a podporující distribuci léků a rozvoj školství v rozvojových zemích světa.

### Zahraniční politika

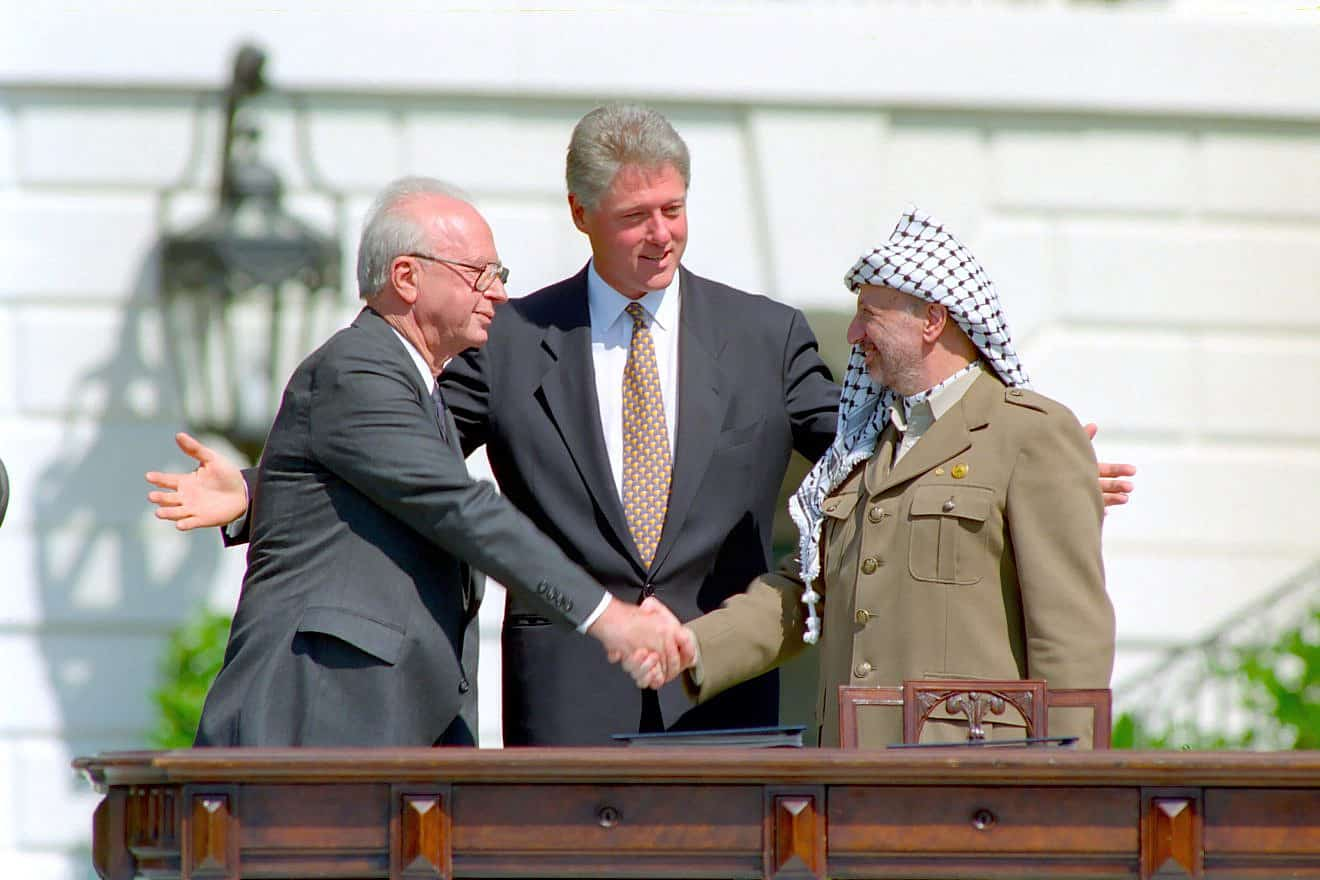
Zleva: Jicchak Rabin, Bill Clinton a Jásir Arafat po podepsání Mírových dohod z Osla na trávníku před Bílým domem ve Washingtonu, 13. září 1993

Během prezidentství Billa Clintona došlo k různým vojenským střetnutím. První vojenské střetnutí se odehrálo v somálském Mogadišu během operace Gothic Serpent, jejímž cílem bylo spáchat atentát na Mohameda Farrah Aidida, somálského vojenského velitele, obviněného z válečných zločinů. Během operace došlo k sestřelení dvou amerických vrtulníků a následná záchranná akce se změnila v městský boj, který si na americké straně vyžádal 18 mrtvých, 73 zraněných a jednoho zajatého. Ztráty mezi somálskou milicí a civilisty byly mnohonásobně vyšší. V důsledku těchto událostí byla operace ukončena a Američané se ze Somálska stáhli.
V roce 1995 se americké letectvo v rámci operace NATO zúčastnilo bombardování srbských pozic, s cílem zastavit útoky na bezpečné zóny OSN a tlačit na uzavření mírové dohody. Po uzavření Daytonské mírové dohody vyslala Clintonova administrativa americké vojáky v rámci mise IFOR do Bosny a Hercegoviny.
V reakci na útoky na americké ambasády v Keni a Tanzanii v roce 1998, které si vyžádaly desítky obětí, nařídil Clinton raketové útoky proti cílům v Súdánu a Afghánistánu, považovaných za zařízení Al-Káidy. Cílem střelby se stala i farmaceutická továrna v Súdánu. Tento útok byl mnohostranně kritizován.

Clinton a čínský prezident Ťiang Ce-min v Bílém domě v říjnu 1997

V listopadu stejného roku Clinton podepsal zákon ustanovující politiku „změny režimu“ v Iráku. Krátce nato administrativa prezidenta Clintona autorizovala čtyřdenní bombardovací kampaň pojmenovanou Operaci Pouštní liška. Během zbývajících dvou let bylo americké letectvo terčem protiletadlové palby v bezletových zónách nad Irákem.
V roce 1999 Clintonova administrativa autorizovala použití síly proti bývalé Svazové republice Jugoslávie v rámci operace NATO nazvané Operace Spojenecká síla. Cílem této bombardovací kampaně bylo zastavení etnických čistek a genocidy v jugoslávské provincii Kosovo. V důsledku tohoto amerického bombardování (včetně hlavního města Bělehradu) se jugoslávská administrativa podvolila podmínkám rezoluce OSN číslo 1244, která nad Kosovem ustanovila správu Spojených národů a autorizovala jednotky KFOR.
V roce 2000 Bill Clinton jako první prezident Spojených států od války ve Vietnamu navštívil Vietnam. Clinton se během svého prezidentství pokoušel přispět k řešení izraelsko-palestinského konfliktu. V roce 1993 byla Jásirem Arafatem a Jicchakem Rabinem podepsána mírová dohoda. Dosažení míru však znemožnila Druhá intifáda.
V roce 2000 pomohl prosadit vstup Číny do Světové obchodní organizace a uvolnil obchodní bariéry mezi Spojenými státy a Čínou.

## Aféra Chinagate
Po prezidentských volbách v roce 1996 vypukla ve Spojených státech aféra "Chinagate". Bylo odhaleno, že Čínská lidová republika se pokoušela ovlivňovat americkou zahraniční politiku zasíláním finančních darů volební kampani Billa Clintona. Někteří agenti FBI si stěžovali, že z vyšších míst bylo úmyslně bráněno vyšetřování a aféra nebyla řádně prošetřena. FBI neměla ani možnost vyslechnout prezidenta Clintona a jeho viceprezidenta Ala Gorea.

## Osobní život

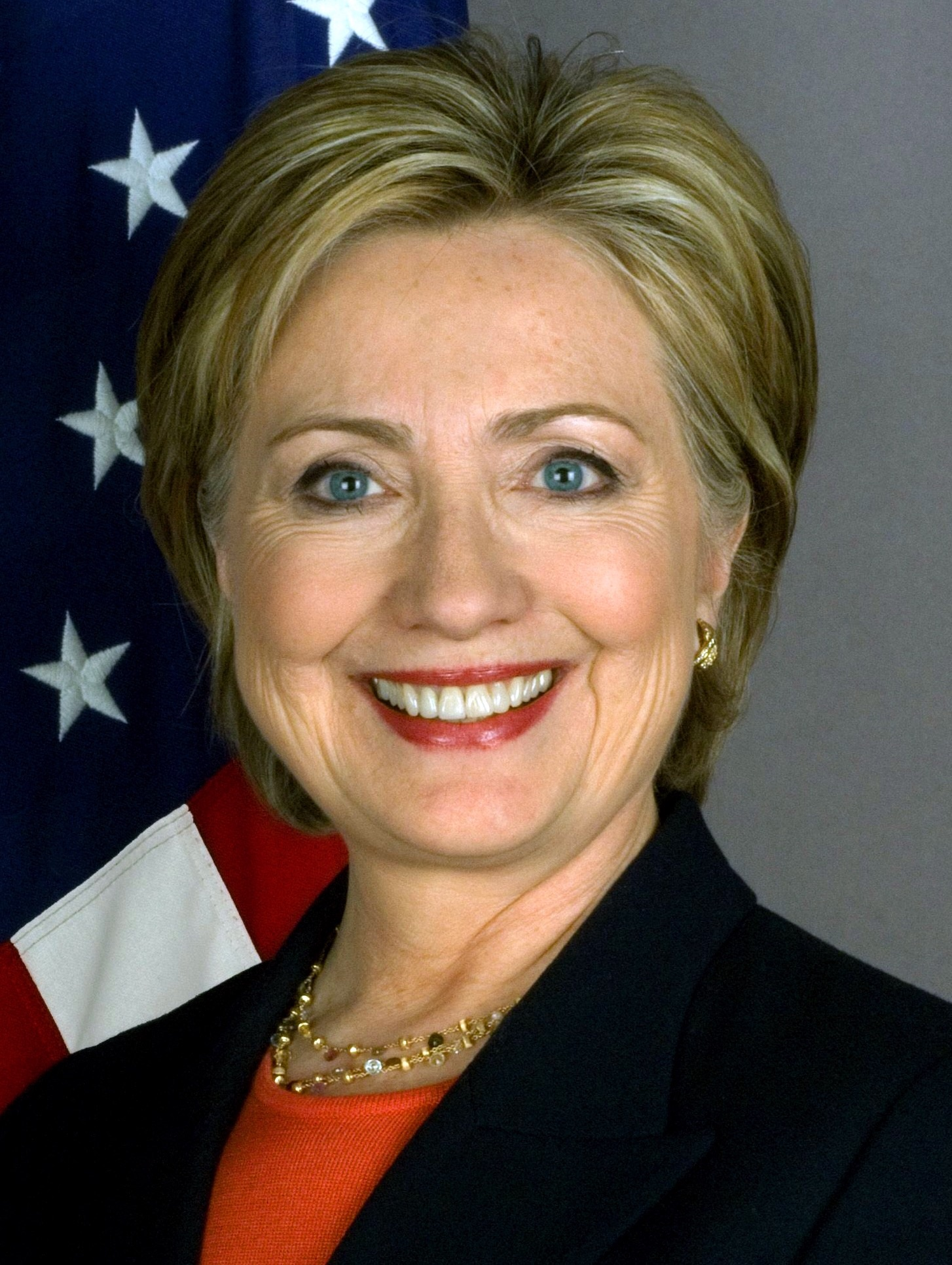
Hillary Clintonová jako ministryně zahraničí v roce 2009

Clinton je od roku 1975 ženatý, má dceru Chelsea Clintonovou, která se narodila 27. února 1980. Jeho žena Hillary Clintonová taktéž působila v politice. V letech 2001–2009 byla členkou Senátu USA. Mezi lety 2009 a 2013 byla ministryní zahraničí Spojených států. V roce 2008 se neúspěšně ucházela o nominaci na prezidentku USA za Demokratickou stranu a v roce 2016 neúspěšně kandidovala na prezidentku USA, když byla poražena Donaldem Trumpem.
Bill Clinton v roce 2008 v průběhu prezidentských primárek Demokratické strany několikrát kritizoval pozdějšího vítěze primárek a prezidenta USA Baracka Obamu. V listopadu 2013 od něj obdržel prezidentskou medaili svobody. Bill Clinton trpí ischemickou chorobou srdeční – poruchou prokrvení srdce, která je důsledkem zužování tepen. Podstoupil dvě operace, při nichž mu lékaři zavedli čtyřnásobný bypass (přemostili zúžené srdeční tepny cévním štěpem) a provedli angioplastiku (do zúžené cévy zavedli výztuže). Nyní se stravuje jako vegan.
Clinton byl také spojován se sexuální aférou Jeffreyho Epsteina. Z letových záznamů je doloženo, že nejméně 26× cestoval soukromým Boeingem Jeffreyho Epsteina, který získal přezdívku „Lolita express“. V souvislosti s případem byl v roce 2025 výborem Sněmovny reprezentantů vyzván k poskytnutí výpovědi.

## Vyznamenání
- řetěz Řádu krále Abd al-Azíze, Saúdská Arábie, 28. října 1994[17]
- řetěz Řádu Mubáraka Velikého, Kuvajt, 28. října 1994[18]
- Řád Bílého lva I. třídy s řetězem, Česko, 16. září 1998[19]
- velkokříž Řádu dobré naděje, Jižní Afrika, 1998[20]
- Řád Turecké republiky, Turecko, 15. listopadu 1999[21][22]
- velkokříž s řetězem Řádu tří hvězd, Lotyšsko, 2000
- velkokříž Řádu Lesotha, Lesotho, 11. července 2005[23]
- Řád Logohu, Papua Nová Guinea, 3. prosince 2006[24][25]
- Řád kříže země Panny Marie I. třídy, Estonsko, 6. února 2006[26]
- Národní řád cti a zásluh, 21. července Haiti, 2011[27]
- řetěz Vítězného řádu svatého Jiří, Gruzie, 18. května 2013[28]
- Prezidentská medaile, Izrael, 19. června 2013[29]
- Prezidentská medaile svobody s vyznamenáním, Spojené státy americké, 20. listopadu 2013[30]
- Řád Tomáše Garrigua Masaryka I. třídy, Česko, 12. března 2024[31]

## Clintonova vláda 1993–2001

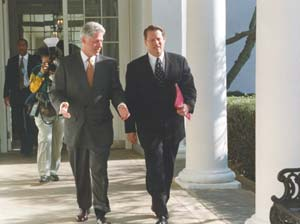
Prezident a viceprezident Al Gore na kolonádě Bílého domu
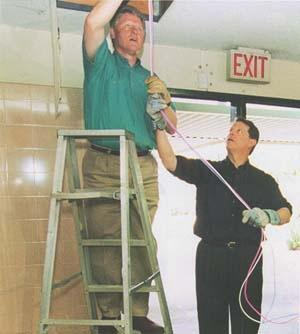
Prezident Bill Clinton a viceprezident Al Gore zavádí internet na střední škole Ygnacio Valley High School v Concordu (Kalifornie, 1996)
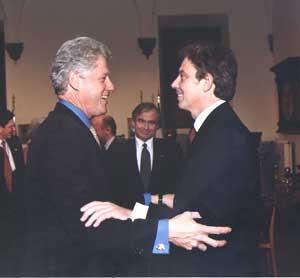
Prezident Clinton s britským ministerským předsedou Tonym Blairem v roce 1999

### Audiovizuální dokumenty
- (anglicky) Bill Clinton: His Life